# 潜水安全的人机工程学
潜水安全的人机工程学，是針對潛水安全的議題所進行的人机工程学探討，包括人类生理或者认知特征，以及特定的人类社会行为，对于技术操作系统和人与其他环境交互时如何达到平衡和谐的研究。如若想提升潜水的安全性能，可以通过减少人为错误的发生或者减小错误导致的后果来实现。

## 定義
人为错误可以被定义成，一种由个人可接受或预料中的行为导致了个人不想达成或者意外的结果。
潜水安全主要由四个因素组成：环境、设备、潜水员的个人表现以及潜水团体的表现。艰苦的水下条件以及相对隔绝的环境，会对潜水员造成相当的生理影响和心理压力。 各种因素必须加以控制和协调，以保证潜水员可以克服由水下环境带来的压力，并且安全地工作。 虽然潜水设备至关重要，因为它可以为潜水员提供生命支持，但大多数的潜水事故是由潜水员的恐慌情绪和潜水员个人表现的失常所导致。 -M.A.布铭邦，1996年 
人为错误是不可避免的，不过大多数错误并不严重，不会导致重大的伤害，但有时却可引起灾难性的后果。 由人为错误引起的事故数量众多，数据表明60％至80％的事故是由认为错误引发。

## 相關研究
在高风险环境中，例如潜水，人为错误更有可能具有灾难性的后果。 一项研究表明，超过一半的潜水员曾在他们的潜水生涯中经历过恐慌情绪的影响。 这些调查结果在另一项调查中得以证实 证据表明65%的休闲潜水员曾有在水下恐慌无措的经历。 恐慌 经常会导致潜水员的错误判断或表现失常，并可能导致事故。 人为错误和恐慌被认为是潜水事故和伤亡的主要诱因。
根据一项1997的研究，娱乐潜水中的死亡率只有4.46%可归结于单一因素 。 其余的死亡事件可能归结于一系列牵扯两个或两个以上程序性错误，或者设备故障，训练有素、智慧和警醒的潜水员一般可以避免此类程序性故障，因此在一个有序的潜水环境中作业，并避免承受过度的压力，是水肺潜水低事故率的一大保障。 该项研究还认为，消除水肺潜水中的所有隐患是几乎不可能完成的任务，因为届时繁复的程序会阻碍一切潜水活动的进行。

## 影响潜水团队表现的因素
一个潜水队可以被视为一种系统，该系统会受到以下因素的影响：
- 潜水设备
- 潜水程序
- 组织
- 环境
- 个人
- 相互作用

这些因素中的每一个都与潜水有关。 